# Ribes achurjanii
Ribes achurjanii är en ripsväxtart som beskrevs av Mulk.. Ribes achurjanii ingår i släktet ripsar, och familjen ripsväxter. Inga underarter finns listade i Catalogue of Life.